# Campodorus savinskii
Campodorus savinskii là một loài tò vò trong họ Ichneumonidae.